# Udara leucothelia
Udara leucothelia är en fjärilsart som beskrevs av Jordan 1930. Udara leucothelia ingår i släktet Udara och familjen juvelvingar. Inga underarter finns listade i Catalogue of Life.